# Steve Dillon
Steve Dillon   (Londres, 22 de març de 1962 - Nova York, 22 d'octubre de 2016) fou un dibuixant de còmics anglès, conegut sobretot pel seu treball amb el guionista Garth Ennis a Hellblazer, Preacher i The Punisher.

## Biografia
Dillon va néixer a Londres el 1962 i es va criar a Luton, Bedfordshire. Era el més gran de tres germans, una germana menor de tres anys, Julie, i un germà menor de nou anys, que és dibuixant i dissenyador de vestuari Glyn Dillon.
Juntament amb Brett Ewins, Dillon va iniciar la revista de còmics Deadline el 1988, que va continuar durant set anys més i va ser fonamental per donar suport a artistes de còmics underground joves com Jamie Hewlett. Deadline és molt apreciat per portar còmics underground i novel·les gràfiques al corrent principal durant la dècada de 1990.
A mitjan 1989, Dillon va conèixer l'escriptor Garth Ennis, amb qui finalment va tenir les seves col·laboracions professionals més destacades. Durant una reunió social aproximadament un any després a Dublín, Ennis recorda: "Després que tots els altres s'havien desmaiat, ens vam asseure fins a l'alba i vam buidar una ampolla de Jameson, parlant del que volíem fer als còmics, què pensàvem que es podia fer amb ells, per a què servia el mitjà. Puc recordar una mena de mutu "Oh, sí, tu. Tu ets l'indicat. Ho entens". Això havia de donar els seus fruits en els anys següents." Amb Ennis, Dillon va treballar a Hellblazer i, més tard, a Preacher, que va concloure l'any 2000 després de 66 números. Preacher va ser aclamat per la crítica.

## Mort
El germà petit de Dillon, l'artista conceptual Glyn, va anunciar a les xarxes socials el 22 d'octubre de 2016 que Dillon havia mort a la ciutat de Nova York durant una estada a la ciutat per a participar en la New York Comic Con. La causa hauria sigut una apendicitis que ell havia confós amb una gastroenteritis. La seva mort va ser rebuda amb una efusió de dolor i una sèrie d'homenatges de la comunitat de creadors de còmics, així com la següent declaració de l'editora de DC Group, Marie Javins:
| «               | Dir que treballar amb l'Steve va ser un plaer no comença a descriure la seva naturalesa amable o el seu comportament despreocupat. Vaig treballar amb ell des de 1991, molt abans de Preacher, fins a les seves portades més recents de Sixpack i Dogwelder, però el seu impacte en la indústria del còmic va ressonar més gràcies a la seva interpretació de Jesse Custer i companyia. El seu nom, juntament amb l'escriptor Garth Ennis, és pràcticament sinònim de Predicador, però el conec com a un estimable trencaclosques que gaudia de Nova York, i sempre es podia confiar en ell per fer un comentari astut. Steve tenia un gran sentit de l'humor; s'adapta al seu últim treball per a DC va ser una portada d'un Dogwelder de paper d'estany. Per a la resta del món, és un gegant entre creadors i artistes. El trobarem a faltar a tots aquí a DC i Vertigo. | » |
| — Marie Javins, | |   |

El col·laborador de llarga durada de Dillon, Garth Ennis, va retre homenatge a Dillon així:
| «              | L'última vegada que vaig veure l'Steve va ser dissabte passat a la nit a Nova York, caminant per la Cinquena Avinguda fins al seu hotel després de donar-me la bona nit fora de Foley's. Podria haver estat el final de qualsevol de les mil nits. No és un mal record per tenir. Steve va ser el padrin del meu casament i el meu bon i estimat amic. Crec que probablement em va ensenyar més sobre què significa aquesta paraula que ningú. | » |
| — Garth Ennis, | |   |